# Tirozin transaminaza
Tirozin transaminaza (EC 2.6.1.5, tirozinska aminotransferaza, glutaminska-hidroksifenilpiruvinska transaminaza, glutaminska fenilpiruvinska aminotransferaza, L-fenilalanin 2-oksoglutaratna aminotransferaza, L-tirozinska aminotransferaza, fenilalaninska aminotransferaza, fenilalaninska transaminaza, fenilalanin-alfa-ketoglutaratna transaminaza, fenilpiruvatna transaminaza, fenilpiruvinsko kiselinska transaminaza, tirozin-alfa-ketoglutaratna aminotransferaza, tirozin-alfa-ketoglutaratna transaminaza, tirozin-2-ketoglutaratna aminotransferaza, TyrAT) je enzim sa sistematskim imenom L-tirozin:2-oksoglutarat aminotransferaza. Ovaj enzim katalizuje sledeću hemijsku reakciju
-tirozin + 2-oksoglutarat {\displaystyle \rightleftharpoons } 4-hidroksifenilpiruvat + L-glutamat
Ovaj enzim je piridoksal-fosfatni protein. L-fenilalanin može da deluje umesto L-tirozina.

## Literatura
- Nicholas C. Price; Lewis Stevens (1999). Fundamentals of Enzymology: The Cell and Molecular Biology of Catalytic Proteins (Third изд.). USA: Oxford University Press. ISBN 019850229X.
- Eric J. Toone (2006). Advances in Enzymology and Related Areas of Molecular Biology, Protein Evolution (Volume 75 изд.). Wiley-Interscience. ISBN 0471205036.
- Branden C; Tooze J. Introduction to Protein Structure. New York, NY: Garland Publishing. ISBN 0-8153-2305-0.
- Irwin H. Segel. Enzyme Kinetics: Behavior and Analysis of Rapid Equilibrium and Steady-State Enzyme Systems (Book 44 изд.). Wiley Classics Library. ISBN 0471303097.

## Spoljašnje veze
- Tyrosine+transaminase на 